# De Witt Clinton Littlejohn

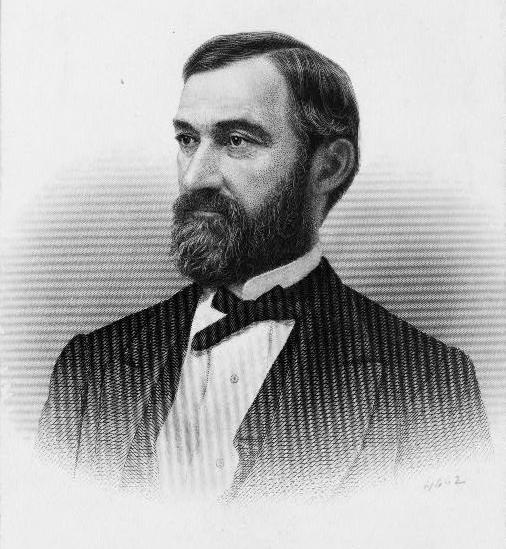
De Witt Clinton Littlejohn

De Witt Clinton Littlejohn (* 7. Februar 1818 in Bridgewater, New York; † 27. Oktober 1892 in Oswego, New York) war ein US-amerikanischer Offizier in der US-Army und Politiker. Zwischen 1863 und 1865 vertrat er den Bundesstaat New York im US-Repräsentantenhaus.

## Werdegang
De Witt Clinton Littlejohn wurde ungefähr drei Jahre nach dem Ende des Britisch-Amerikanischen Krieges im Oneida County geboren. Er verfolgte eine akademische Laufbahn. Ferner ging er kaufmännischen Geschäften und der Herstellung von Mehl in Oswego nach. Er war 1849 und 1850 Bürgermeister der Stadt. Dann saß er zwischen 1853 und 1855, 1857 sowie zwischen 1859 und 1861 in der New York State Assembly. Während dieser Zeit hielt er zwischen 1859 und 1861 den Posten als Speaker inne. Politisch gehörte er der Republikanischen Partei an. Während des Bürgerkrieges diente er als Colonel der 110. New York Volunteer Infantry. Am 3. Februar 1863 trat er aus der Armee aus.
Bei den Kongresswahlen des Jahres 1862 für den 38. Kongress wurde Littlejohn im 22. Wahlbezirk von New York in das US-Repräsentantenhaus in Washington, D.C. gewählt, wo er am 4. März 1863 die Nachfolge von William E. Lansing antrat. Da er auf eine erneute Kandidatur 1864 verzichtete, schied er nach dem 3. März 1865 aus dem Kongress aus. Während seiner Kongresszeit hatte er den Vorsitz über das Committee on Revolutionary Pensions.
Man beförderte ihn am 13. März 1865 zum Brevet-Brigadegeneral der Volunteers. Littlejohn saß 1866, 1867, 1870, 1871 und 1884 wieder in der New York State Assembly. Während dieser Zeit bekleidete er bis auf 1884 stets den Posten als Speaker. Er verstarb am 27. Oktober 1892 in Oswego und wurde dann auf dem Riverside Cemetery beigesetzt.